# Fodekonteya
Fodekonteya est l'un des districts de la sous-préfecture de Kolaboui, situé dans la préfecture de Boffa en république de Guinée.

## Géographie

### Démographie
- En 2014, le district comptait 3 410 habiants selon les RGPH 2014[2].